# Woleai

Woleai ou Oleai, ou ainda ilha Falalap é um atol de coral com 4,5 km 2 e 22 ilhas, pertencente às Ilhas Carolinas orientais no oceano Pacífico, formando um distrito legislativo do estado de Yap, nos Estados Federados da Micronésia. Está ssituado aproximadamente a 57 km a oeste-noroeste de Ifalik e 108 km a nordeste de Eauripik. Woleai é o nome da maior das ilhas que constituem o atol.
A população do atol era de 1081 em 2000.